# Legazione delle Romagne
La Legazione delle Romagne o I Legazione fu una suddivisione amministrativa dello Stato della Chiesa istituita da Pio IX il 22 novembre 1850. Confinava a nord con il Regno Lombardo-Veneto, a est con il Mar Adriatico, a ovest con il Ducato di Modena e Reggio, a sud con la Legazione delle Marche (II Legazione), San Marino e il Granducato di Toscana.
Nel 1859 contava 1 014 582 abitanti. Il capoluogo era la città di Bologna.

## Denominazione
Già all'atto della sua istituzione, la I Legazione fu chiamata Legazione della Romagna dal cardinale Segretario di Stato Giacomo Antonelli.
Nel 1858 il nome fu mutato in quello di Legazione delle Romagne.
Il territorio della Legazione delle Romagne era suddiviso nelle quattro storiche delegazioni, a loro volta ripartite in 38 complessivi governi: 10 ciascuna nelle delegazioni di Bologna, Ferrara e Forlì, 8 in quella di Ravenna.

## Storia

### Istituzione
Il sistema delle delegazioni, introdotto nello Stato Pontificio all'epoca di Pio VII (1816), fu riformato da Pio IX con la creazione di quattro grandi legazioni e del circondario di Roma.
La Legazione delle Romagne (I Legazione) riunì le preesistenti legazioni di Bologna, Ferrara, Forlì e Ravenna. Le antiche province non vennero meno, ma mantennero un delegato in luogo del legato apostolico da cui erano governate in precedenza: si trattava infatti di delegazioni di 1ª classe attribuite costantemente alla cura di un cardinale.

### I fatti del 1859-60
Nella primavera del 1859 si combatté la Seconda guerra d'indipendenza italiana. Le vittorie delle truppe franco-piemontesi determinarono il ritiro delle guarnigioni austriache di stanza nella Legazione. Immediatamente si costituì a Bologna una Giunta di governo presieduta dal marchese Gioacchino Napoleone Pepoli, cugino di Napoleone III, che proclamò decaduta la sovranità pontificia ed intimò al cardinal legato Giuseppe Milesi Pironi Ferretti di lasciare subito la città; ciò che avvenne l'11 giugno. Due giorni dopo, lasciò la propria sede il cardinal legato di Ravenna ed il 21 fu abbandonata quella di Ferrara. Subito dopo giunse a Bologna da Torino, come regio commissario dell'ex Legazione, il marchese Massimo d'Azeglio, che gestì la fase di transizione dal vecchio al nuovo regime. Fu insediata un'assemblea delle Romagne, che il 6 settembre votò l'annessione dell'ex Legazione al Regno di Sardegna.
Il 24 settembre il re di Sardegna Vittorio Emanuele II ricevette nella propria residenza estiva di Monza le delegazioni dei rappresentanti delle assemblee di Parma, Modena, Toscana e delle Romagne che gli consegnarono i voti delle annessioni. A tutti rispose di non poter riconoscere tali deliberazioni, essendo ancora in corso le trattative con l'Austria e con le altre potenze.
Vittorio Emanuele II non aveva pronunciato pubblicamente alcuna dichiarazione ostile verso la Santa Sede, con cui invece era formalmente in amicizia; Casa Savoia, inoltre, era notoriamente fedele al cattolicesimo. I fatti accaduti nella Legazione creavano quindi un grave vulnus nei rapporti con la Santa Sede. Volendo prevenire proteste ufficiali da Roma il re inviò nell'Urbe un cappellano di Corte, l'abate Stellardi, con l'incarico di riferire al pontefice che il re era stato costretto da Napoleone III ad accettare l'annessione delle Romagne. In risposta a tale comunicazione orale Pio IX inviò una lettera a Vittorio Emanuele II in cui mise per iscritto tutto ciò che l'abate gli aveva riferito a voce. Pochi giorni più tardi il pontefice espresse le sue intenzioni all'ambasciatore francese: non acconsentiva ad alcuna separazione delle Romagne dallo Stato Pontificio.
L'11-12 marzo 1860 si svolsero i plebisciti di annessione delle Romagne, degli ex Ducati e della Toscana. Pochi giorni dopo il generale Enrico Cialdini mosse con le sue truppe da Brescia ed occupò le ex Legazioni. Il 20 marzo Vittorio Emanuele II inviò una lettera al pontefice per "esporre con rispettosa franchezza le ragioni della mia condotta". Nella missiva il re di Sardegna proponeva al papa di accettare il fatto compiuto ed avanzava la proposta di intavolare negoziati tra le due parti.
La lettera fu consegnata a Pio IX il 28 marzo da un inviato piemontese, il barone Roussy. Il giorno seguente il pontefice pronunciò la scomunica al re e a tutte le persone che avevano cooperato per l'ottenimento di questo risultato.

## Legati apostolici e Commissari pontifici
- - Mons. Gaetano Bedini (22 novembre 1850 - 15 marzo 1852) (Commissario Straordinario Pontificio)
  - Mons. Gaspare Grassellini (1854 - 1858) (Commissario pontificio straordinario)
  - Mons. Camillo Amici (1859 - 1859) (Commissario pontificio straordinario)
- Cardinale Giuseppe Milesi Pironi Ferretti

## Delegati per Ferrara
- conte Filippo Folicaldi, pro delegato pontificio (22 novembre 1850 - 7 luglio 1856)
- mons. Pietro Gramiccia, delegato (settembre 1856 - 1859)